# Radowisz
Radowisz (mac. Радовиш) – miasto w południowo-wschodniej Macedonii Północnej, nad Starą Reką, u południowych podnóży gór Płaczkowica. Ośrodek administracyjny gminy Radowisz. Liczba mieszkańców – 16.223 osoby (86% Macedończyków, 12% Turków) [2002].
Jeszcze w średniowieczu stał się ośrodkiem handlowym, podczas gdy pobliskie miasto Konche pozostało siedzibą biskupa i klasztoru. Pierwsza wzmianka o Radowiszu pochodzi z 1019. W XVII wieku miasto liczyło 3-4 tys. mieszkańców.